# Caetano da Costa Matoso
Caetano da Costa Matoso foi um reinol, que assumiu o cargo de ouvidor-geral de Ouro Preto. É responsável pelo monumental Códice Costa Matoso, um dos principais documentos sobre a História de Minas Gerais.

## Biografia
Era natural da Vila de Alcobaça, tendo sido batizado em 3 de novembro de 1715. Era filho de João da Costa, oficial de oleiro, e de Catarina de Souza. Sua família tinha poucas posses e se formar em direito. Seu tio materno, Manoel Madeira de Souza, advogado do Tribunal da Suplicação, financiou seus estudos.
Completou seus estudos iniciais em 1735, realizado na Aula do Real Mosteiro e no Colégio de Santo Antão. Já na segunda classe, foi premiado pela composição Frequentior est infelix, quam felix fortuna, escrita em 1734. Depois de formado, foi feito familiar do Santo Ofício.
Formou-se em 1742, pela Faculdade de Leis da Universidade de Coimbra. Logo em seguida foi nomeado para o cargo de juiz de fora da Vila de Setúbal. Em 1749 assumiu o cargo de ouvidor-geral de Ouro Preto, depois de uma boa empreitada em Setúbal. Ficou no cargo até 1752.
Voltou para Portugal, tendo, no decorrer da década de 1760, firmado relacionamento com Leonor Clara Joaquina de Sousa, não tendo cumprido as formalidades legais prescritas. O primeiro filho do casal, Anicleto Fortunado, nasceu em 1769, descrito como filho de pais incognitos. Somente em 1775 que o casamento foi oficializado, e o filho teve o registro de batismo alterado.
Era leitor assíduo, tendo, em duas ocasiões, em 1758 e 1773, pedido licença do papa e da Real Mesa Censória, para ler livros proibidos. Era um estudioso sistemática, e curioso por diferentes áreas. Na sua aposentadoria, cultivou o interesse por textos latinos, tendo escrito outro códice, a Coleção de composições latinas. Nesses estudos ele assinava como "Caietanus da Costa Mattoso".

## Códice Costa Matoso
O Códice Costa Matoso (Coleção das noticias dos primeiros descobrimentos das minas na América que fez o doutor Caetano da Costa Matoso sendo ouvidor-geral da comarca de Ouro Preto, de que tomou posse em fevereiro de 1749) constitui-se de 139 documentos manuscritos, 5 impressos e 1 registro Cartográfico, todos reunidos pelo ouvidor Caetano da Costa Matoso, a maior parte deles compilada entre 1 749 e 1752, periodo em que ocupou a Ouvidoria de Ouro Preto. Foi organizado pela Fundação João Pinheiro em 1999.
Pode-se afirmar que sua abrangência geográfica contempla quase a totalidade do território americano sob domínio português em meados do século XVIII, com dados sobre a Colônia do Sacramento, o rio Madeira, as Terras Novas, os bispados do Maranhão e Grão-Pará e a capitania de Minas Gerais, região esta predominante na documentação coletada.
Um dos aspectos mais interessantes do Códice Costa Matoso é o uso de relatos de alguns dos primeiros povoadores, ja idosos, cuja memória proporcionava o único registro possivel destes tempos cada vez mais remotos. "Este recurso de transformar a memoria oral em registro escrito constituia, por seu turno, urn método bastante comum entre os memorialistas e genealogistas do Setecentos, cujas obras comecavam a adensar o conhecimento histhrico a respeito da presença portuguesa na America". Seus relatos de viagens são marcados pela objetividade, o ouvidor "difere de outros viajantes por quase não falar da natureza, ou faze-lo de forma breve e lacônica".

## Referencias bibliográficas
1. 1 2 3 4 5 6 7  UFSC-NUPILL, UFSC-INE. «Biblioteca Digital de Literatura de Países Lusófonos». www.literaturabrasileira.ufsc.br. Consultado em 27 de setembro de 2023
2. ↑  Costa, Lucilene Macedo da (2015). «Relações sociais e trajetórias femininas em Guarapiranga, Minas Gerais – século XIX.». Consultado em 27 de setembro de 2023
3. 1 2 3  Souza, Laura de Mello e. «A viagern de urn magistrado: Caetano da Costa Matoso a caminho de Minas Gerais em 1749» (PDF). Consultado em 27 de setembro de 2023
4. ↑  Monteiro, John Manuel. «Os caminhos da memória: os paulistas no Códice Matoso» (PDF). Consultado em 27 de setembro de 2023